# Tungurahua
|  | Per a altres significats, vegeu «Tungurahua (desambiguació)». |

El Tungurahua és un volcà actiu de l'Equador de 5.020 m d'altitud situat al costat de la ciutat de Baños. Domina un dels accessos tradicionals a la selva amazònica seguint el riu Pastaza. És un dels volcans més actius de l'Equador, amb erupcions cada 70-100 anys. Hi ha erupcions registrades des de la conquesta espanyola.
L'estudi de les capes de cendra volcànica dipositades als llacs del Parc Nacional El Cajas mostra que hi va haver erupcions importants fa 3.034±621, 2.027±41, 1.557±177, 733±112 anys.
El 1999 va començar un període eruptiu modern, amb alts i baixos d'activitat, que continua fins ara i que va obligar a evacuar una bona part de pobles de la província de Tungurahua els anys 1999, 2003, 2010 i 2015 monitorat per Geofísica Institut l'Escuela Politécnica Nacional.
El seu nom pot ser que derivi dels mots quítxues tunguri 'gola' i rawa 'foc'. Tungurahua també és conegut com "El Gegant Negre", i en la mitologia indígena local suposadament es coneix com "Mare Tungurahua".